# Zyornovo
Zyornovo (russe : Зёрново) est une localité rurale (un selo) dans le district de Suzemsky, Oblast de Briansk, Russie. La population était de 436 habitants en 2013. Il y a 8 rues.

## Géographie
Zyornovo est situé à 21 km au sud de Suzemka (le centre administratif du district) par la route. Seredina-Buda est la localité rurale la plus proche.